# Margarida de Comenge
Margarida de Comenge (1365/1366 - Poitiers, estiu de 1443) va ser comtessa de Comenge del 1375 al 1443. El seu llarg govern, en el moment de la Guerra dels Cent Anys, va estar marcat per la ferotge rivalitat. entre les cases comtals d'Armanyac i de Foix, aleshores les dues famílies feudals occitanes més poderoses, per assegurar el control de la seva herència.
Darrera representant de la branca més antiga de la casa de Comenge, la seva mort sense descendència comporta, a mitjà termini, l'adhesió del comtat de Comenge al domini reial el 1498.

## Biografia
Margarida de Comenge, nascuda com a molt aviat el 1365 o els primers mesos de 1366, era la filla petita del comte Pere Ramon II de Comenge i de la seva esposa (i cosina germana), Joana de Comenge. La parella comtal havia tingut anteriorment almenys dues filles més, Elionor i Cecília, esmentades el 1352 en el testament de la seva àvia materna Marta de l'Isla Jordan, comtessa vídua de Comenge. Cecília, probablement va morir jove, ja que no apareix després d'aquesta data als documents. La gran, Elionor, es va casar en primeres núpcies amb Bertran II, comte d'Isla Jordan, del qual en va quedar vídua; posteriorment es va casar per segona vegada el 1373 amb el futur Joan II, comte d'Alvèrnia i Boulogne.

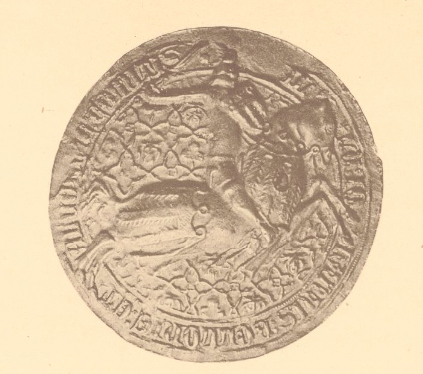
Segell de Joan II d'Alvèrnia.

Per testament, fet a Muret el 19 d'octubre de 1375, el comte Pere Ramon va instituir com a hereva universal la seva darrera filla, Margarida, encara menor d'edat, a qui va posar sota la tutela i el govern de la comtessa Joana, a qui també va reservar l'usdefruit del comtat de per vida. Una darrera clàusula del testament prohibia el matrimoni de Margarida amb el fill del comte de Foix o amb el del comte d'Armanyac.
Després de la mort del comte els darrers mesos de l'any 1375 (després del 19 d'octubre, data del seu testament i abans del 2 de gener de 1376) la seva vídua es va veure ràpidament sotmesa a pressions per casar l'hereva. El 2 de gener de 1376 es va concloure un projecte matrimonial entre el comte Joan II d'Armanyac i la comtessa vídua de Comenge per unir Margarida amb el fill petit del comte, Bernat.

### Mort i successió
Margarida de Comenge va morir a Poitiers durant l'estiu de 1443, després del 6 de juny, data en què va renunciar a tots els recursos fets en nom seu contra els judicis dels comissaris reials, i abans del mes d'octubre, quan el comte d'Armanyac Joan IV s'apodera de diversos llocs de Comenge invocant una donació secreta que la comtessa hauria fet al seu favor abans de morir.

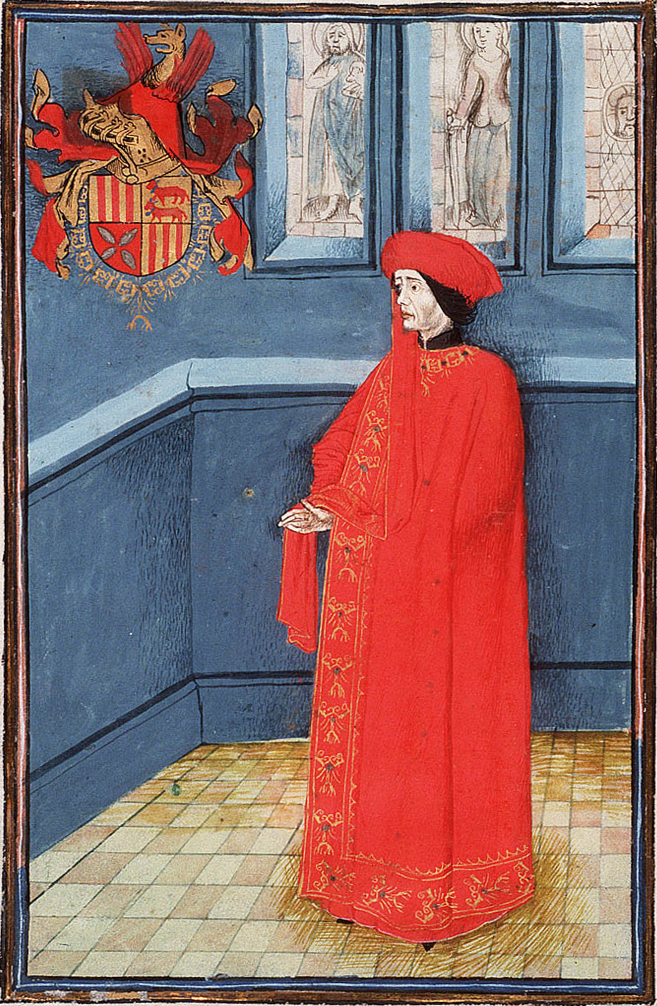
Mateu de Foix, germà del comte de Foix

D'acord amb el contracte matrimonial de 1419, així com l'acord signat a Tolosa el 9 de març de 1443 entre el rei de França Carles VII i Mateu de Foix, aquest darrer va conservar el comtat de Comenge com a renda vitalícia fins a la seva mort arribada l'any 1453.
Adscrit al domini reial francès l'any 1454, el comtat de Comenge va ser donat posteriorment el 1461 de forma vitalícia a un favorit de Lluís XI, Joan de Lescun (mort el 1473), conegut com el "bastard d'Armanyac", i ell novembre de 1472 a Odet d'Aydie.
El comtat va quedar definitivament adscrit al domini reial l'any 1498.

## Núpcies i descendència
El 1378, la comtessa Margarida es va casar amb el futur Joan III d'Armanyac (mort el 1391), que esdevingué comte d'Armanyac i de Rodès el 1384. La parella va tenir dues filles:
- Joana, casada per contracte fet a Lavardens el 19 de febrer de 1409, amb Guillem Amanieu de Madalhan, senyor de L'Esparra, amb un dot de 20.000 lliures donat pel seu oncle Bernat VII d'Armanyac a canvi de la renúncia a tots els seus drets.[13]

- Margarida, casada el 30 de novembre de 1415 amb Guillem II, vescomte de Narbona.[13]

Joana i Margarida d'Armanyac probablement van morir abans que la seva mare.
Enviudada el 25 de juliol de 1391, la comtessa de Comenge es va tornar a casar a finals d'octubre o novembre de 1392 amb Joan d'Armanyac, fill gran de Gerau II, comte de Pardiac i vescomte de Fesensaguet, mort l'any 1402, presoner del comte de 'Armanyac Bernat VII.
Margarida es va tornar a casar per tercera vegada el 16 de juliol de 1419, a la catedral de Pamiers, amb Mateu de Foix (mort el 1453), germà petit de Joan I, comte de Foix i vescomte de Bearn.
Els dues últimes unions es van mantenir estèrils.